# Jama, Novo mesto
Jama este o localitate din comuna Novo mesto, Slovenia, cu o populație de 20 de locuitori.